# Église Saint-Martin de Montlouis
L'église Saint-Martin de Montlouis, est située dans le département du Cher, sur la commune de Montlouis, en France.

## Historique
L'édifice de style roman date du XIIe siècle et du XIIIe siècle, avec des remaniements au XIXe siècle.
L'église a été rénovée en 1875, le toit rehaussé, le clocher restauré et le mur nord reconstruit,,.
Après une précédente réfection de la couverture du clocher et du chœur, une reprise de la charpente et de la couverture de la nef s'est déroulée en 1996, subventionnée par la Fondation pour la sauvegarde de l'art français à hauteur de 60 000 francs.
Elle est inscrite en totalité à l'inventaire supplémentaire des monuments historiques par arrêté du 2 mars 1926.

## Description
La façade de l'église comporte trois portails, dont deux sont murés. La baie centrale, dénuée de tympan, comporte trois voussures formées de claveaux qui reposent sur deux chapiteaux décorés. Sur le chapiteau nord, des têtes de chats sont visibles dont la mâchoire serre des tiges de palmettes stylisées ; au-dessous, un lacet retient d'autres palmettes dont l'extrémité descend jusque sur l'astragale : c'est, d'après François Deshoulières, une formule typiquement berrichonne.
Le clocher, côté sud, est une tour carrée massive. Il est ajouré sous le beffroi de baies géminées et brisées, divisées par une colonne aux chapiteaux simplement moulurés. La nef est simple et séparée du chœur à chevet plat par un double bandeau en plein cintre. Le plafond, en lambris de recouvrement, est à cinq pans coupés.

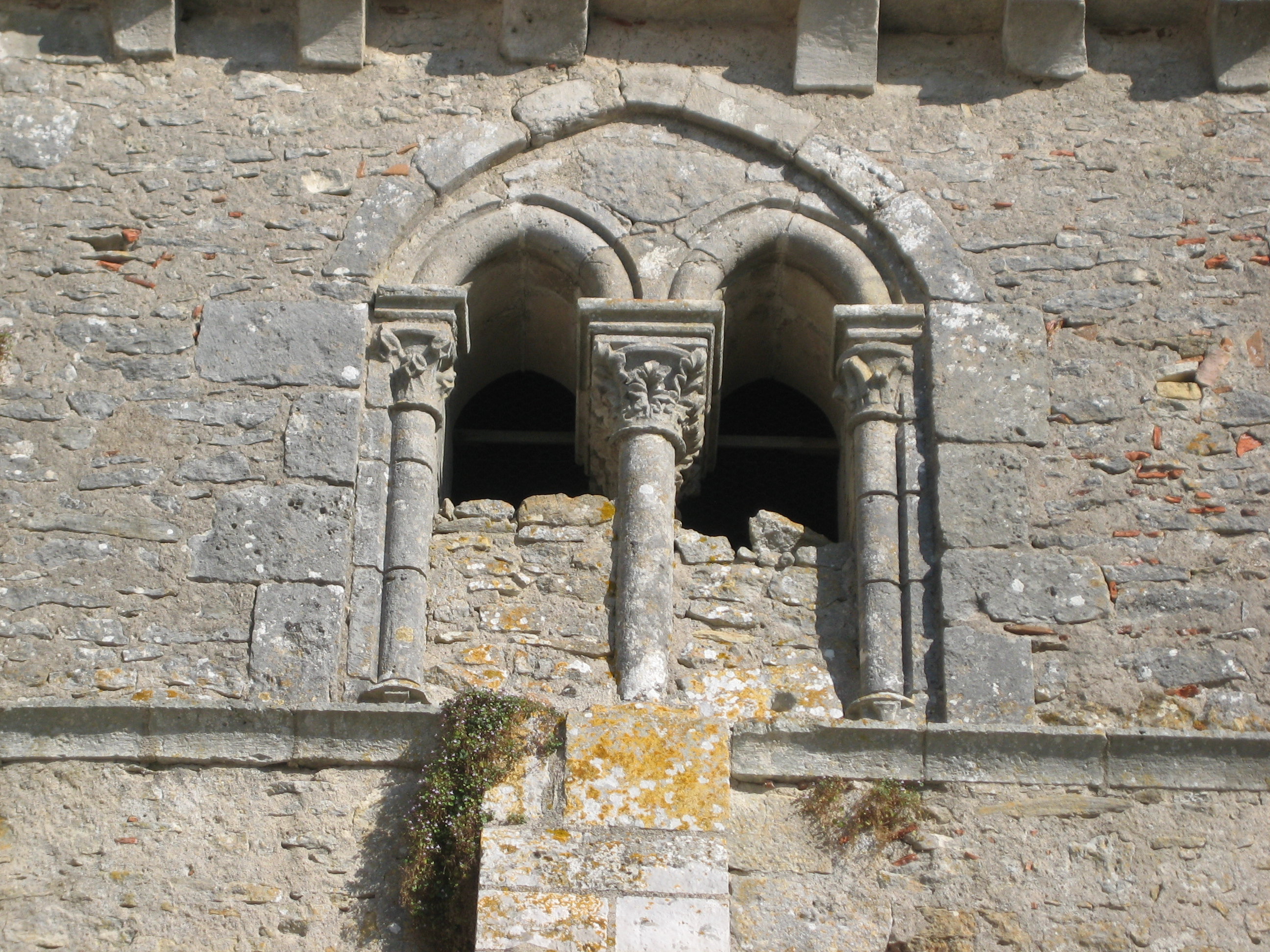
Baies du clocher.
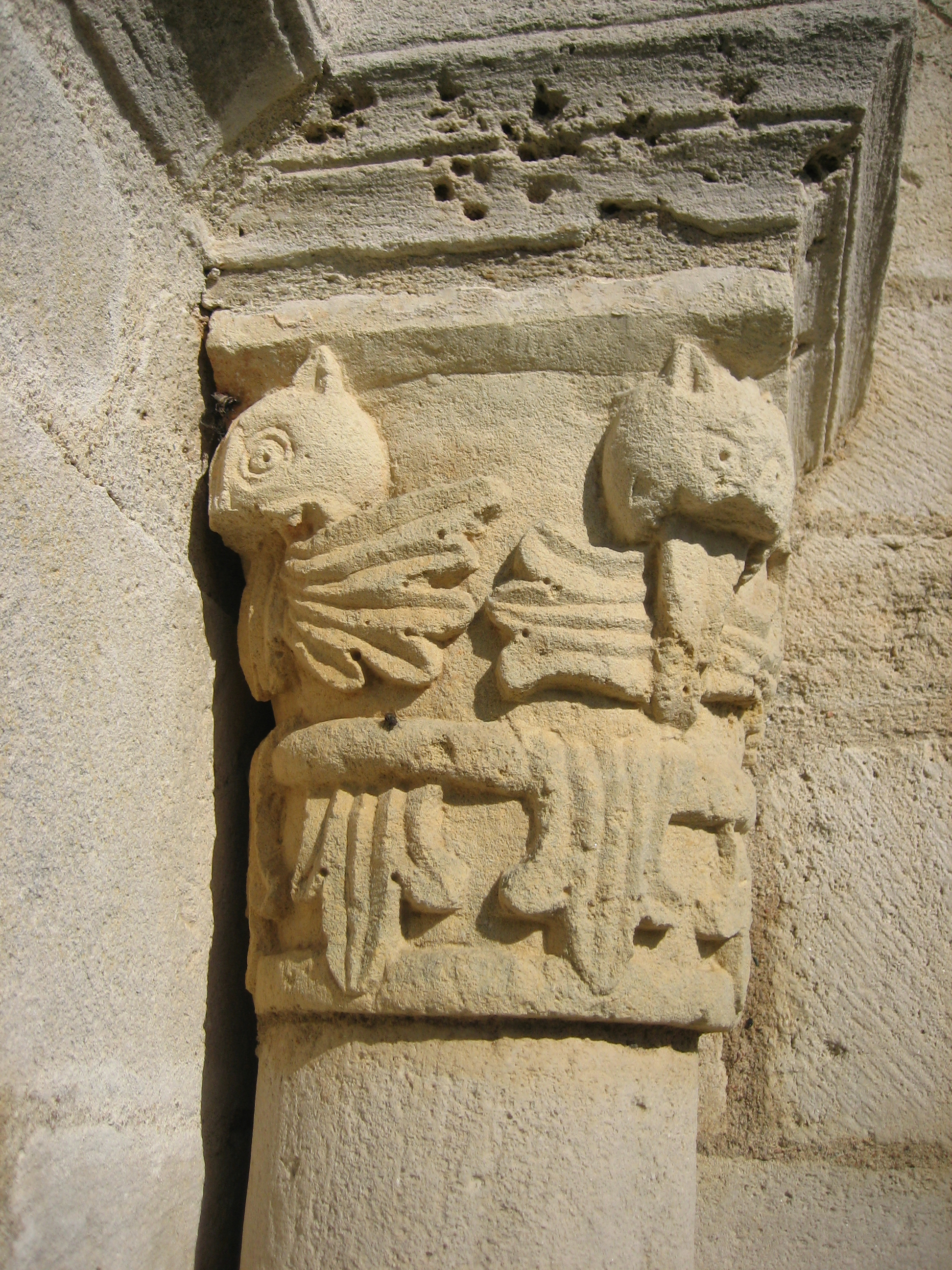
Chapiteau à têtes de chats.
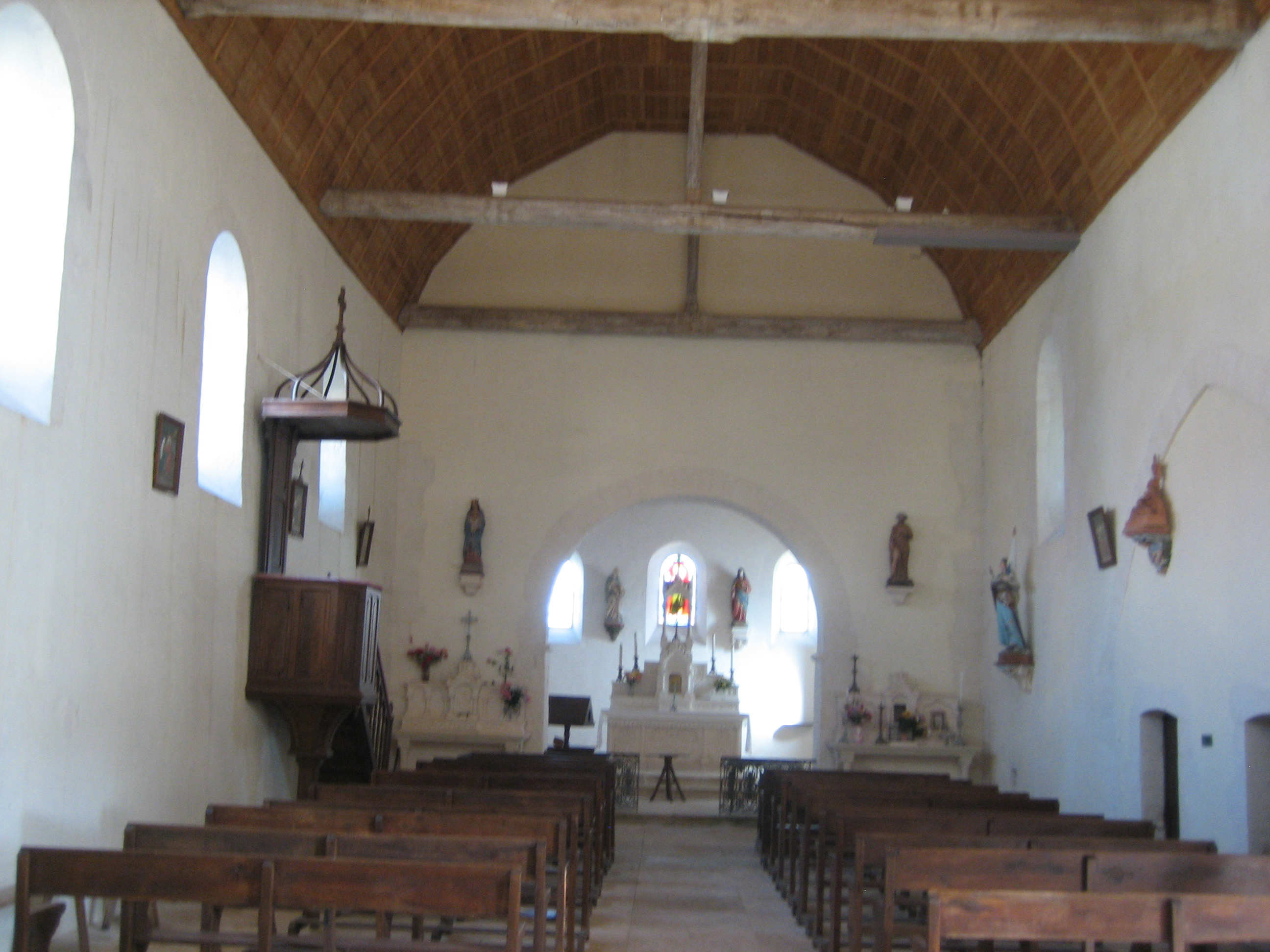
Intérieur vu du chœur. Le plafond est lambrissé.